# Đường sắt cao tốc Trung Quốc
Đường sắt cao tốc Trung Quốc (tiếng Anh: China Railway High-speed viết tắt CRH) là một dịch vụ đường sắt cao tốc được vận hành bởi Đường sắt Trung Quốc.
Bản mẫu:Giao thông tại Trung Quốc